# Храбустівка
Храбустівка (Храбостувка, пол. Chrabostówka) — село в Польщі, у гміні Нарва Гайнівського повіту Підляського воєводства. Населення — 72 особи (2011).

## Історія
Ймовірно, засноване у XVI столітті. У 1890 році у селі засновано церковну школу грамоти. У 1975—1998 роках село належало до Білостоцького воєводства.

## Демографія
Демографічна структура станом на 31 березня 2011 року:
|          | Загалом | Допрацездатний вік | Працездатний вік | Постпрацездатний вік |
| -------- | ------- | ------------------ | ---------------- | -------------------- |
| Чоловіки | 32      | 4                  | 18               | 10                   |
| Жінки    | 40      | 5                  | 17               | 18                   |
| Разом    | 72      | 9                  | 35               | 28                   |

## Галерея

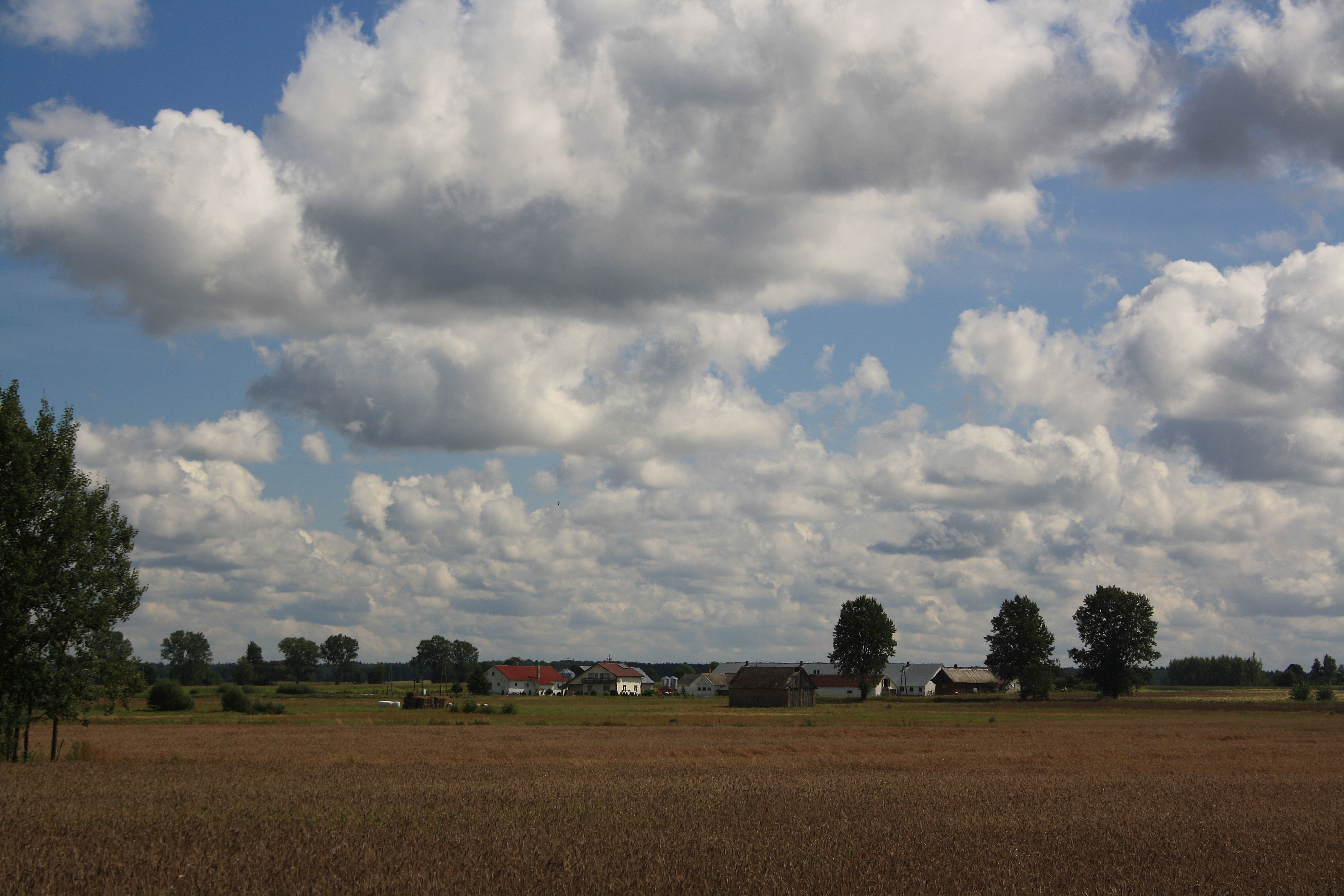
Вид на село
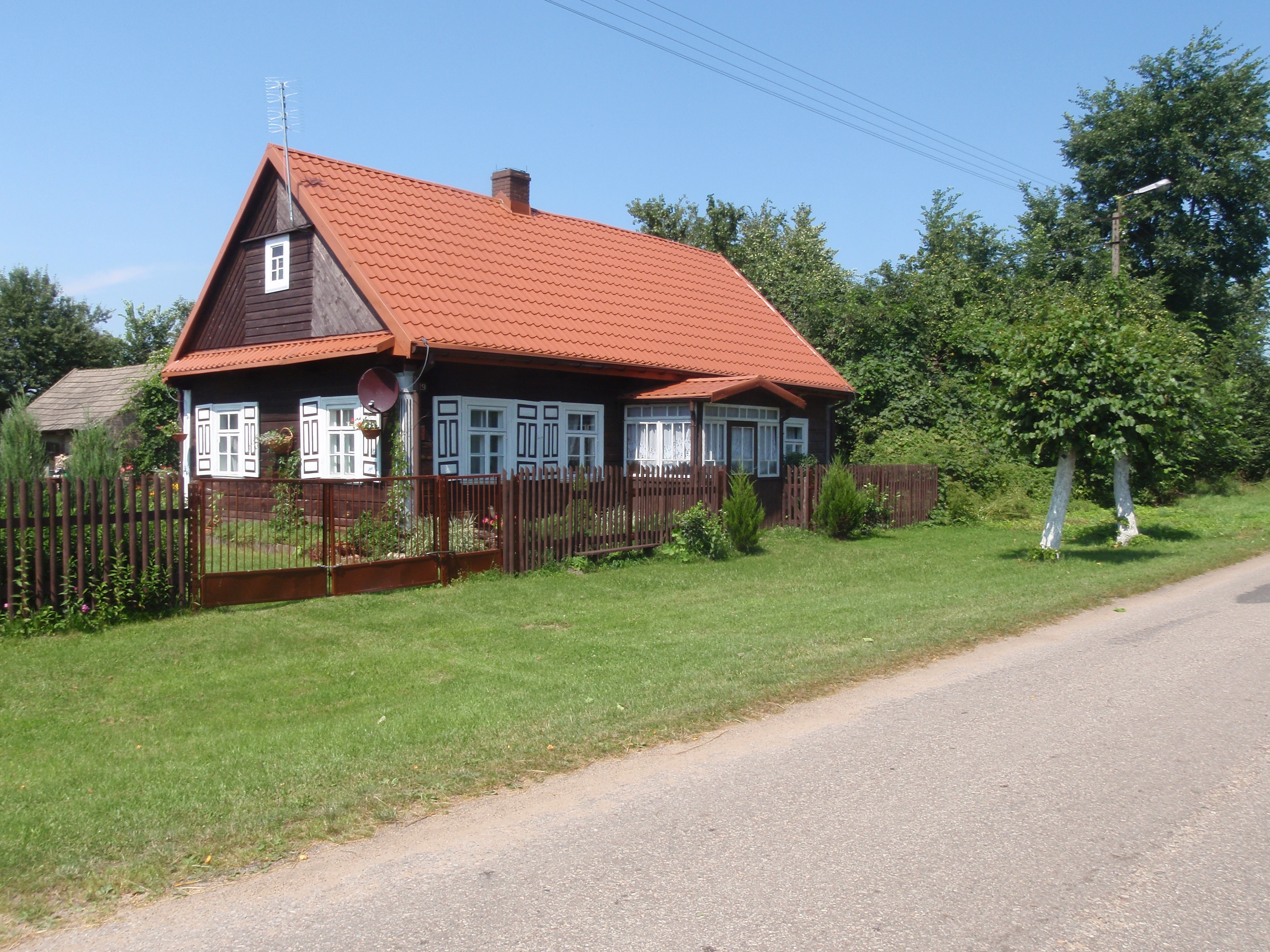
Дерев'яний дім
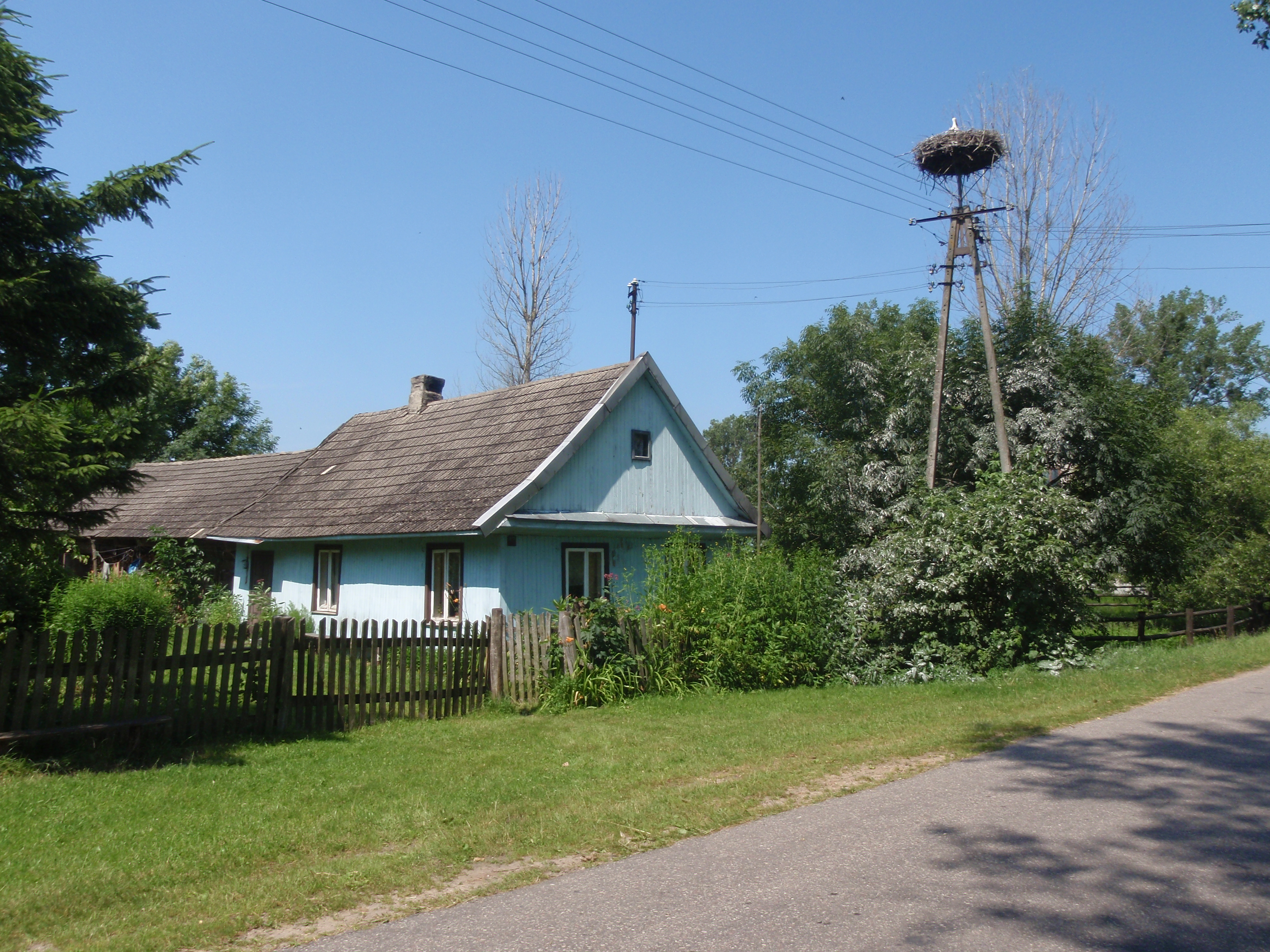
Дерев'яний дім